# Hypsilurus papuensis
Espèce
Synonymes
- Tiaris papuensis Macleay, 1877
- Gonyocephalus albertisii Peters & Doria, 1878

Hypsilurus papuensis est une espèce de sauriens de la famille des Agamidae.

## Répartition
Cette espèce se rencontre en Nouvelle-Guinée, à Fergusson et aux îles Trobriand.

## Liste des sous-espèces
Selon The Reptile Database (29 avril 2012) :
- Hypsilurus papuensis longicauda Manthey & Denzer, 2006
- Hypsilurus papuensis papuensis (Macleay, 1877)

## Étymologie
Son nom d'espèce, composé de papu[a] et du suffixe latin -ensis, « qui vit dans, qui habite », lui a été donné en référence au lieu de sa découverte, la Papouasie-Nouvelle-Guinée.

## Publications originales
- Macleay, 1877 : The lizards of the Chevert Expedition. Proceedings of the Linnean Society of New South Wales, vol. 2, p. 60-69 & 97-104 (texte intégral).
- Manthey & Denzer, 2006 : A revision of the Melanesian-Australian angle head lizards of the genus Hypsilurus (Sauria: Agamidae: Amphibolurinae), with description of four new species and one new subspecies. Hamadryad, vol. 30, no 1/2, p. 1–40.